# آلفتینا اولیونینا
آلفتینا اولیونینا (روسی: Алевти́на Серге́евна Олю́нина؛ زادهٔ ۱۵ اوت ۱۹۴۲) اسکی‌باز صحرانوردی اهل اتحاد جماهیر شوروی سوسیالیستی بود.